# Kleismaragdsteeltje
Kleismaragdsteeltje (Barbula unguiculata)  is een mossoort die behoort tot de kleimosfamilie (Pottiaceae).

## Kenmerken
Uiterlijke kenmerken
Het puntige topkapselmos groeit in frisse felgroene tot licht gebruinde gazons en vormt stengels tot 25–30 mm. De karakteristieke tongvormige bladeren staan in vochtige (schaarse) toestand rechtop, maar zien er in droge toestand gedraaid uit. De hoofdnerf treedt aan het einde van het blad als een stekelpuntje uit. De bladrand is, in tegenstelling tot andere vertegenwoordigers van het geslacht Barbula, alleen in het middelste bladgedeelte omgerold. In de winter en in het voorjaar vaak te vinden met sporenkapsels. De rode kapselsteel heeft rechtopstaande, cilindrisch gevormde capsules met 3 tot 4 keer linksgewonden peristoomtanden.
Microscopische kenmerken
De bovenste lamina-cellen zijn afgerond tot vierkant van vorm, papillair en gaan geleidelijk over in de transparante tot waterwitte cellen die langwerpig zijn aan de basis van het blad en rechthoekig zijn.  

## Ecologie
Het komt voor op basenrijke plaatsen, vooral in kleigebieden en kan prima tegen zout. Op de zandgronden is kleismaragdsteeltje veel minder talrijk. Daar groeit het langs weg- en padranden met steenslag en slib en vooral op verweerde steen, baksteen of beton. Sporadisch kan het worden aangetroffen in brakke milieus zoals op kwelders.

### Syntaxonomie
In de syntaxonomie staat kleismaragdsteeltje te boek als kensoort voor de smaragdsteeltjes-klasse.

## Verspreiding
Het verspreidingsgebied van kleismaragdsteeltje is beperkt tot het noordelijk halfrond. Het komt voor in Europa, Azië, Noord-Afrika en Noord-Amerika. Het komt voor tot op 2500 m hoogte. In Nederland is het een zeer algemene soort. Het is niet bedreigd en staat niet op de rode lijst.

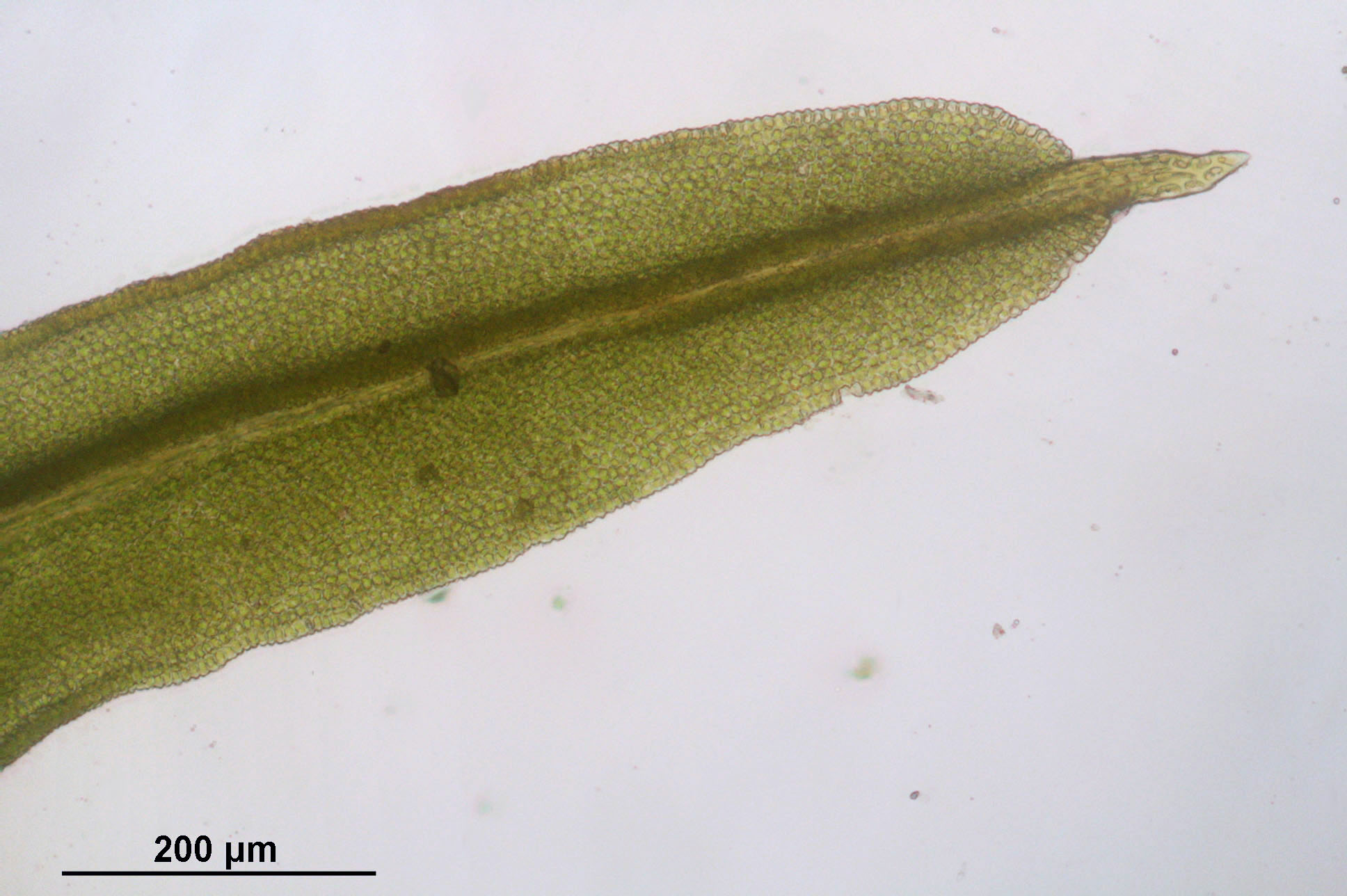
Bladtop met stekelpuntje
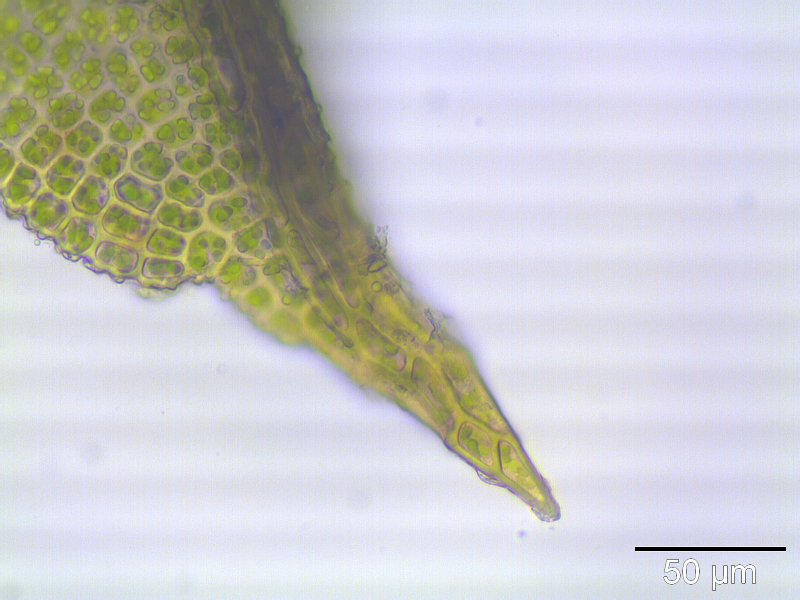
Bladpunt bij 400x vergroting
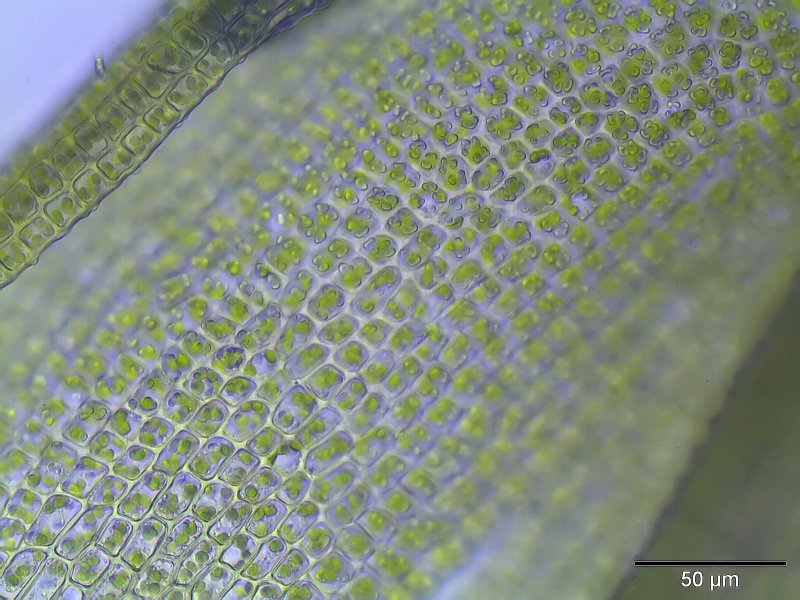
Lamina cellen bij 400x vergroting
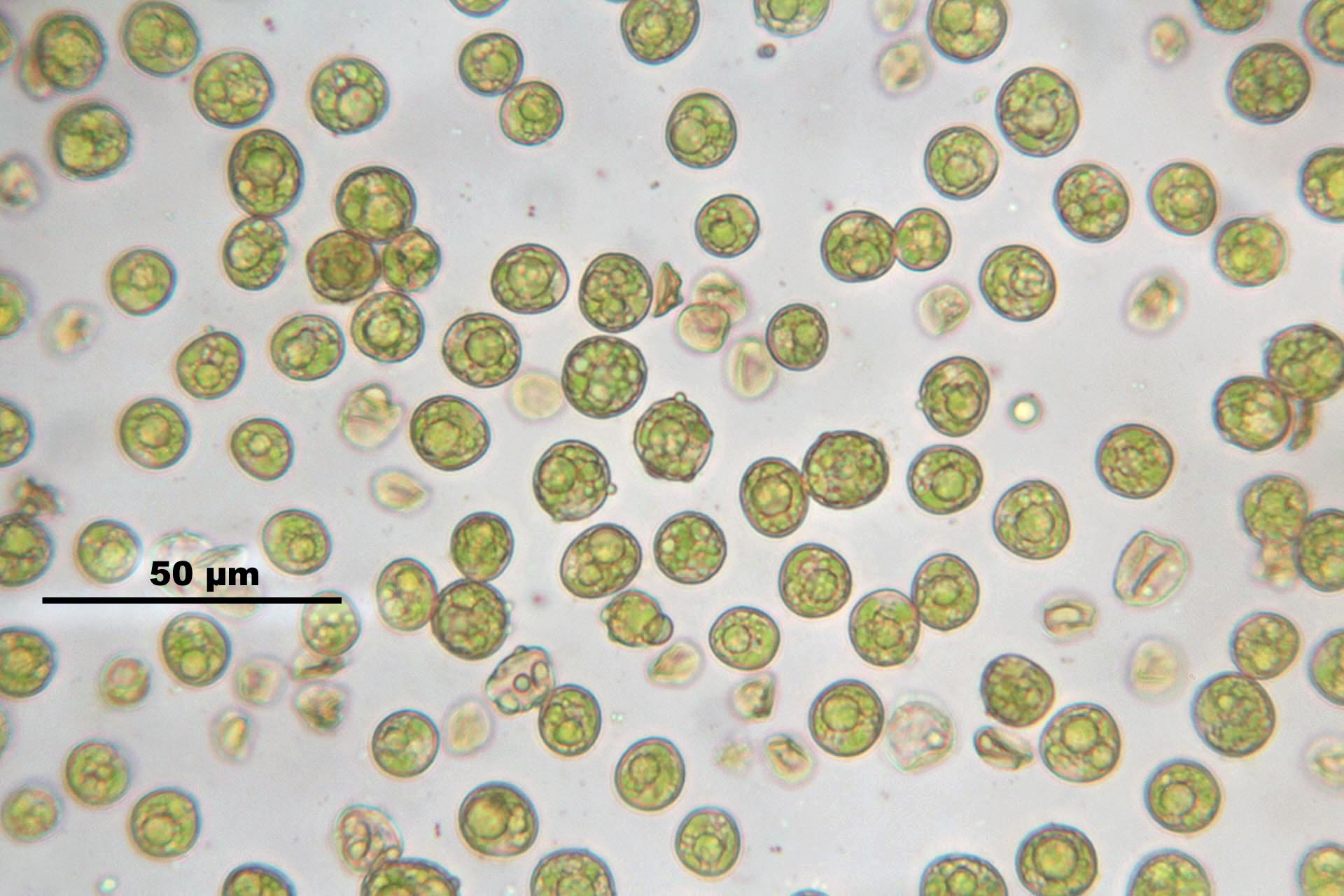
Sporen
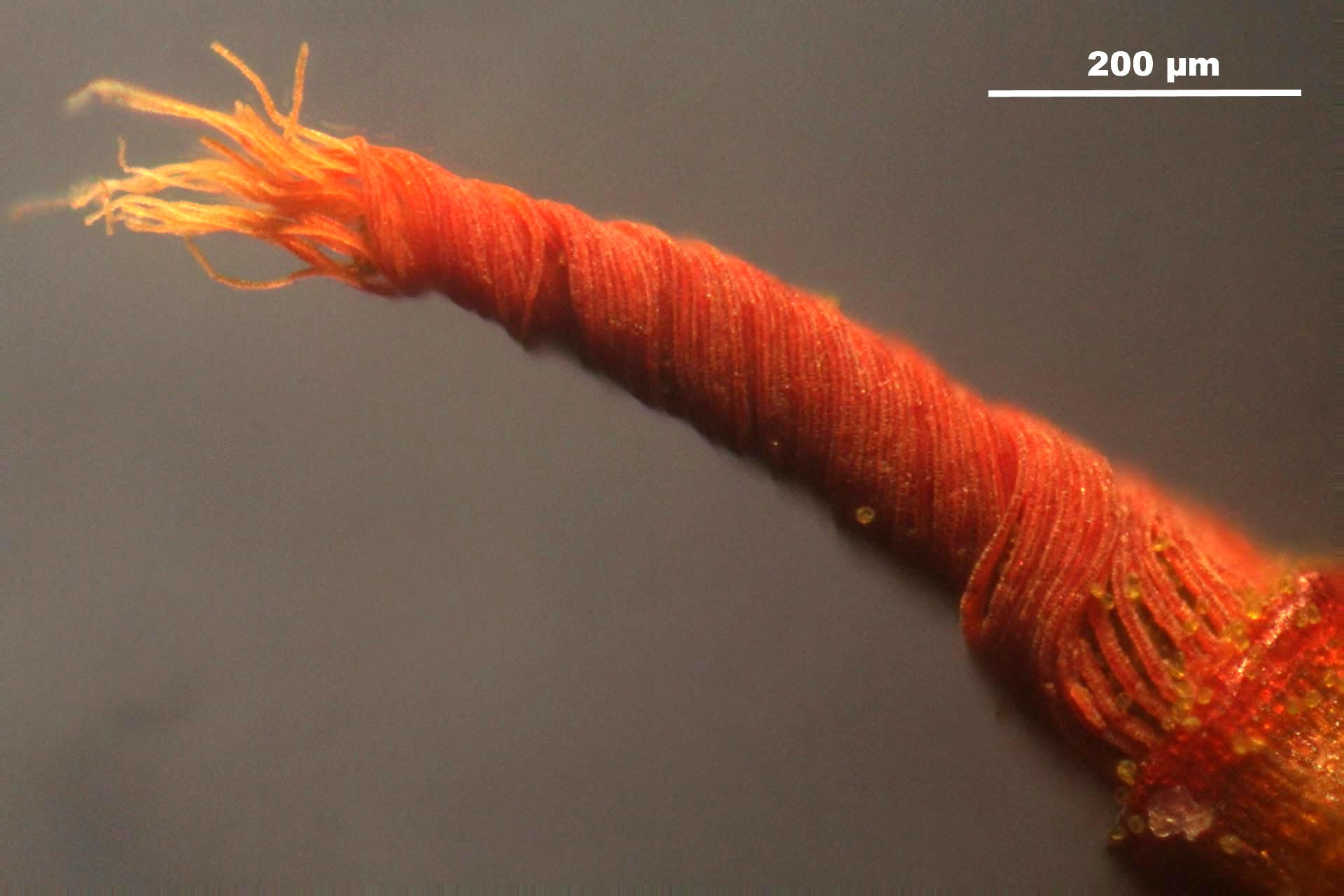
Peristoom